# Filikoloza
Filikoloza (łac. Filicollosis) - jest to pasożytnicza choroba zakaźna kaczek, gęsi i innych ptaków wodnych wywołana przez Filicollis anatis - gatunek kolcogłowa z rodziny Polymorphidae. Choroba występuje w Europie i Azji.